# Ja Morant
Temetrius Jamel «Ja» Morant (Dalzell, Carolina del Sur, 10 de agosto de 1999) es un jugador de baloncesto estadounidense que pertenece a la plantilla de los Memphis Grizzlies de la NBA. Con 1,88 metros de altura juega en la posición de base.
Consiguió estar entre los mejores jugadores de su estado en la escuela de secundaria Crestwood en Sumter, Carolina del Sur. Supuso un impacto inmediato cuando recaló en Murray State, ganándose un puesto entre los mejores 5 jugadores de su conferencia como jugador de primer año. Morant destacó en su segunda temporada, en la que fue elegido Jugador del Año de la Conferencia del Valle de Ohio y fue el líder de la NCAA en asistencias. A su vez, fue el primer jugador de la historia de la NCAA en promediar como mínimo 20 puntos y 10 asistencias por partido en una sola temporada.
Fue considerado uno de los mejores prospectos estadounidenses y una potencial segunda elección de cara al Draft de la NBA de 2019, puesto que acabó obteniendo. Al término de su primera temporada fue nombrado Rookie del año de la NBA.

## Trayectoria deportiva

### High School
Asistió al instituto Crestwood High School en Sumter (Carolina del Sur), disputando tres años. Dejó el instituto como el máximo anotador de su historia, con 1679 puntos, y consiguiendo un récord personal de 47 puntos ante Sumter High School. En sus últimas dos temporadas, promedió 27 puntos, 8 rebotes y 8 asistencias, siendo nombrado South Carolina Class 3A All-State en ambas temporadas, aunque no pudo hacer un mate hasta su año sénior.
Cuando acabó el instituto, Morant no estaba en la órbita de ningún equipo, ni era un prospecto interesante para ninguna universidad. James Kane, asistente del entrenador de la Universidad Murray State acudió a un campamento de baloncesto esperando encontrar buenos jugadores. Accidentalmente, al ir a comer, vio a Morant jugar un partido tres contra tres en un gimnasio auxiliar al que ni siquiera estaba prestando atención. Kane quedó impresionado al ver jugar a Morant por lo que, tras contactar con el primer entrenador Matt McMahon, ofrecieron una beca a Morant. El 3 de septiembre Morant decidió inscribirse en Murray State.

### Universidad
En su primer año con los Racers de la en la Universidad Estatal de Murray, jugó 32 partidos en los que promedió 12,7 puntos, 6,3 asistencias y 6,5 rebotes por partido, con un porcentaje de acierto en el tiro del 45,9%.
En su segundo año adquirió un papel más protagonista de su equipo, siendo el buque insignia. Esta temporada, en 33 partidos promedió 24,5 puntos, 10 asistencias y 5,7 rebotes por partido, con un porcentaje de acierto en el tiro del 49,9%.
En el Campeonato de la División I de Baloncesto Masculino de la NCAA de 2019 (March Madness), Morant llevó a su equipo, una universidad pequeña situada en el seed 12, hasta segunda ronda, siendo eliminados por Florida State en un partido desequilibrado que acabó con el resultado 62 a 90.

#### Estadísticas
|  | Líder de la División I de la NCAA |

| Año     | Equipo       | PJ | PT | MPP  | %TC  | %3P  | %TL  | RPP | APP  | ROB | TPP | PPP  |
| ------- | ------------ | -- | -- | ---- | ---- | ---- | ---- | --- | ---- | --- | --- | ---- |
| 2017–18 | Murray State | 32 | 32 | 34.0 | .459 | .307 | .806 | 6.5 | 6.3  | .9  | .4  | 12.7 |
| 2018–19 | Murray State | 33 | 33 | 36.6 | .499 | .363 | .813 | 5.7 | 10.0 | 1.8 | .8  | 24.5 |
| Total   | Total        | 65 | 65 | 35.3 | .485 | .343 | .810 | 6.1 | 8.2  | 1.4 | .6  | 18.7 |

### Profesional
2019-20
Fue elegido en la segunda posición del Draft de la NBA de 2019 por los Memphis Grizzlies. El 3 de septiembre de 2020, Morant fue nombrado Rookie del Año de la NBA e incluido en el mejor quinteto de rookies.
2020-21
El 23 de diciembre de 2020, anotó 44 puntos, junto con 9 asistencias ante San Antonio Spurs. El 26 de mayo de 2021, en su segundo encuentro de playoffs, en primera ronda ante Utah Jazz, anotó 47 puntos, siendo la anotación más alta de la historia de los Grizzlies en playoffs y el segundo jugador más joven (21 años y 289 días) en anotar más de 45 puntos en postemporada.
2021-22

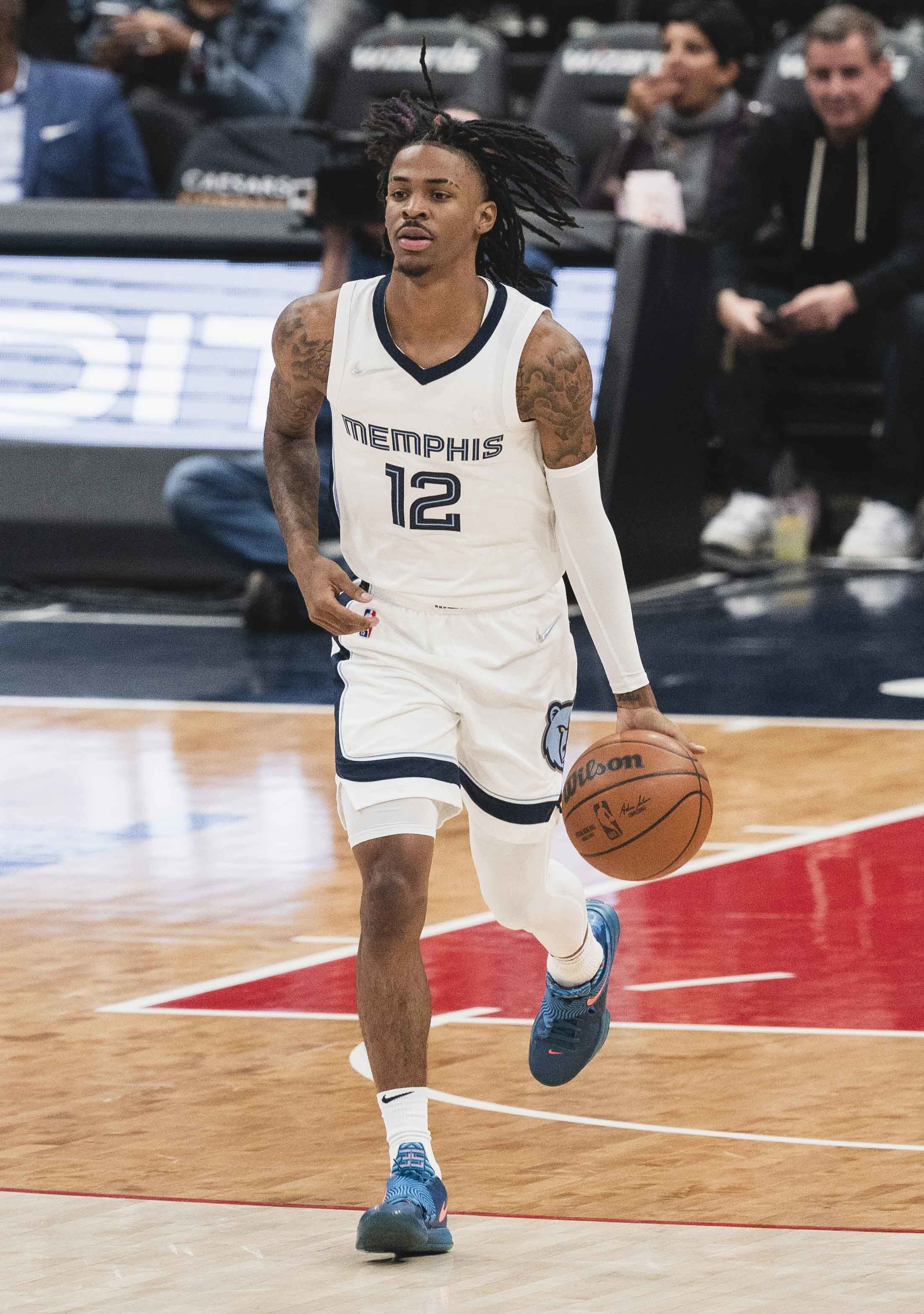
Morant con los Grizzlies en 2021.

Durante su tercera temporada en Memphis, el 29 de diciembre de 2021, ante Los Angeles Lakers, anota 41 puntos, siendo la tercera vez en su carrera que supera la cifra de 40 puntos, y siendo el primer jugador en la historia de la franquicia en llegar a esa cantidad en tres ocasiones. Al finalizar la semana, fue elegido mejor jugador de dicha semana de la Conferencia Oeste, recibiendo este galardón por primera vez en su carrera. Una semana después, volvió a ser elegido con este galardón al promediar 25 puntos y acumular 5 victorias en 5 partidos. El 26 de enero, ante Utah Jazz anota 41 puntos. El 27 de enero se anuncia su titularidad en el All-Star Game de la NBA 2022, siendo la primera participación de su carrera. El 28 de enero, ante Utah Jazz, logra un triple doble de 30 puntos, 10 rebotes y 10 asistencias. El 26 de febrero ante Chicago Bulls anota 46 puntos, su récord personal, y la mejor marca de un jugador de los Grizzlies en temporada regular en toda la historia. En el encuentro siguiente, del 28 de febrero ante San Antonio Spurs, anota 52 puntos, batiendo su récord personal y el de la franquicia de nuevo. Ya en postemporada, el 21 de abril en el tercer encuentro de primera ronda ante Minnesota Timberwolves, registra un triple-doble de 16 puntos con 10 asistencias y 10 rebotes, siendo el primer triple-doble en la historia de los Grizzlies en playoffs. El 25 de abril fue elegido como Jugador Más Mejorado de la liga. El 3 de mayo, en el segundo encuentro de semifinales de conferencia ante Golden State Warriors anota 47 puntos. Pero el 10 de mayo, se anunció que una contusión ósea en la rodilla derecha, le dejaba fuera del resto de playoffs.
2022-23
El 30 de junio de 2022, acuerda una extensión de contrato con los Grizzlies por 5 años y $193 millones. En el segundo encuentro de su cuarta temporada en Memphis, el 21 de octubre ante Houston Rockets, anota 49 puntos. El 2 de febrero de 2023 se anunció su participación en el All-Star Game de Salt Lake City, siendo la segunda nominación de su carrera. El 28 de febrero registra un triple-doble de 39 puntos, 10 rebotes y 10 asistencias ante Los Angeles Lakers, anotando 28 puntos en el tercer cuarto, siendo récord de la franquicia. El 3 de marzo, tras un encuentro ante Denver, muestra en Instagram un arma de fuego y es suspendido con ocho encuentros por la NBA, regresando a las pistas el 22 de marzo ante Houston. Ya en postemporada, el 22 abril en el tercer encuentro de primera ronda ante Los Angeles Lakers, anota 45 puntos.
2023-24
El 19 de diciembre de 2023 regresa, ante New Orleans Pelicans, tras cumplir 25 encuentros de sanción por su incidente con arma de fuego, anotando 34 puntos y la canasta ganadora sobre la bocina. Pero tras 9 encuentros, el 8 de enero de 2024, los Grizzlies anuncian que por una lesión en el hombro derecho se verá obligado a pasar por el quirófano, intervención que supondrá su despedida del curso 2023-24, con unos promedios de 25,1 puntos y 8,1 asistencias.
2024-25
Al comienzo de su sexto año en Memphis, el 31 de octubre de 2024 ante Milwaukee Bucks, consigue un triple-doble de 26 puntos, 14 asistencias y 10 rebotes. El 3 de abril de 2025 anota la canasta ganadora sobre la bocina ante Miami Heat.

## Estadísticas de su carrera en la NBA

### Temporada regular
| Año      | Equipo   | PJ  | PT  | MPP  | %TC  | %3P  | %TL  | RPP | APP | ROB | TPP | PPP  |
| -------- | -------- | --- | --- | ---- | ---- | ---- | ---- | --- | --- | --- | --- | ---- |
| 2019-20  | Memphis  | 67  | 67  | 31.0 | .477 | .335 | .776 | 3.9 | 7.3 | .9  | .3  | 17.8 |
| 2020-21  | Memphis  | 63  | 63  | 32.6 | .449 | .303 | .728 | 4.0 | 7.4 | .9  | .2  | 19.1 |
| 2021-22  | Memphis  | 57  | 57  | 33.1 | .493 | .344 | .761 | 5.7 | 6.7 | 1.2 | .4  | 27.4 |
| 2022-23  | Memphis  | 61  | 59  | 31.9 | .466 | .307 | .748 | 5.9 | 8.1 | 1.1 | .3  | 26.2 |
| 2023-24  | Memphis  | 9   | 9   | 35.3 | .471 | .275 | .813 | 5.6 | 8.1 | .8  | .6  | 25.1 |
| 2024-25  | Memphis  | 50  | 50  | 30.4 | .454 | .309 | .824 | 4.1 | 7.3 | 1.2 | .2  | 23.2 |
| Total    | Total    | 307 | 305 | 31.9 | .469 | .316 | .766 | 4.7 | 7.4 | 1.0 | .3  | 22.6 |
| All-Star | All-Star | 2   | 2   | 18.8 | .600 | .000 | —    | 2.0 | 3.0 | .5  | .0  | 6.0  |

### Playoffs
| Año   | Equipo  | PJ | PT | MPP  | %TC  | %3P  | %TL  | RPP | APP | ROB | TPP | PPP  |
| ----- | ------- | -- | -- | ---- | ---- | ---- | ---- | --- | --- | --- | --- | ---- |
| 2021  | Memphis | 5  | 5  | 40.6 | .487 | .323 | .775 | 4.8 | 8.2 | .4  | .0  | 30.2 |
| 2022  | Memphis | 9  | 9  | 37.6 | .440 | .340 | .747 | 8.0 | 9.8 | 2.0 | .4  | 27.1 |
| 2023  | Memphis | 5  | 5  | 37.4 | .425 | .419 | .769 | 6.8 | 7.0 | 1.8 | .2  | 24.6 |
| 2025  | Memphis | 3  | 3  | 27.3 | .415 | .250 | .636 | 2.0 | 5.0 | .7  | .7  | 18.3 |
| Total | Total   | 22 | 22 | 36.8 | .445 | .344 | .750 | 6.2 | 8.1 | 1.4 | .3  | 26.0 |

## Vida personal

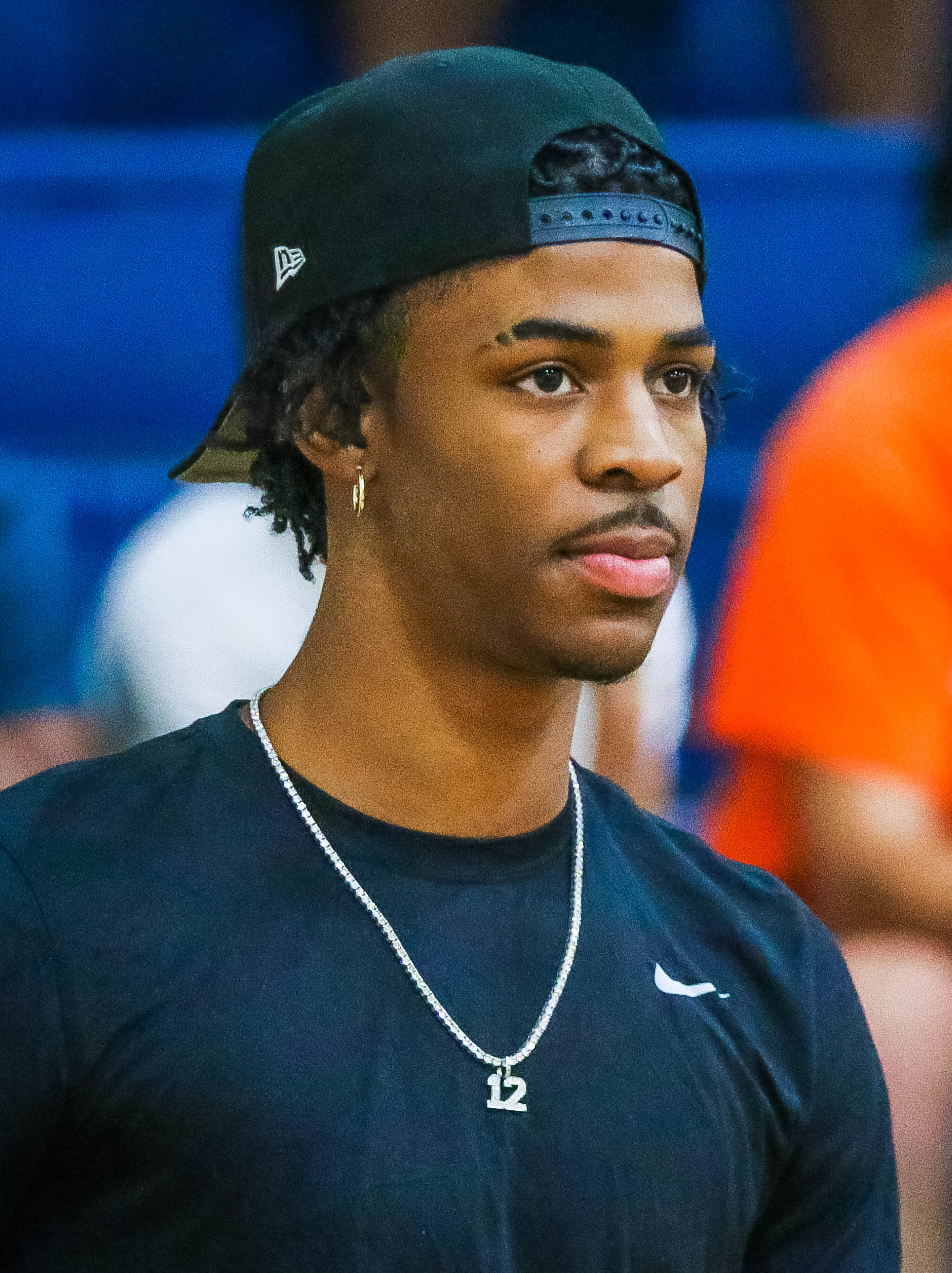
Ja Morant en 2019.

El 28 de mayo de 2019, se anunció que vestiría la marca estadounidense Nike durante los siguientes cuatro años, duración de su contrato de rookie, por una suma total de $39,5 millones por patrocinio.
Morant tiene una hermana pequeña, Teniya, que creció jugando al baloncesto con él, y que juega en el instituto Hillcrest Middle School en Dalzell.
Tiene tatuada la frase "beneath no one" ("por debajo de nadie") en el brazo izquierdo, consejo que le dio su madre.
Junto a su novia Kadre Dixon, tuvieron una hija nacida en 2019, llamada Kaari Jaidyn Morant.

### Incidentes
En febrero de 2023 salió a la luz que, durante el verano de 2022, tuvo un par de incidentes por los que fue denunciado. El primero de ellos por amenazar a un guardia de seguridad de un centro comercial tras un enfrentamiento verbal, y el segundo por golpear a un menor de 17 en su propiedad tras disputar un partido amistoso.
El 4 de marzo de 2023 mostró en sus redes sociales un arma de fuego, motivo por el cual los Memphis Grizzlies le suspendieron con dos encuentros, y la NBA abrió una investigación al respecto. Días después se filtraron fotos suyas de esa noche en un club nocturno. El 13 de marzo se hizo público su ingreso en un programa de asesoramiento para tratar sus problemas. Además algunos patrocinios que tenía en ese momento, como Gatorade, retiraron momentáneamente los anuncios de los que era la imagen. El jugador se disculpó por este comportamiento diciendo:

"I take full responsibility for my actions last night. I’m sorry to my family, teammates, coaches, fans, partners, the city of Memphis and the entire organization for letting you down."
"I’m going to take some time away to get help and work on learning better methods of dealing with stress and my overall well-being"
"Asumo toda la responsabilidad por mis acciones de anoche. Lo siento por mi familia, compañeros de equipo, entrenadores, aficionados, socios, la ciudad de Memphis y toda la organización por defraudaros."
"Voy a tomarme un tiempo para buscar ayuda y trabajar en el aprendizaje de mejores métodos para lidiar con el estrés y mi bienestar general."

Finalmente, el 15 de marzo de 2023, se conoció la sanción de la NBA tras el incidente con el arma, imponiéndole ocho encuentros de suspensión por "conducta perjudicial para la liga".
Dos meses después del incidente, el 13 de mayo, vuelve a aparecer en sus redes sociales mostrando una pistola. Inmediatamente su equipo, los Grizzlies, emiten un comunicado anunciando que le suspenden y que estará al margen de la franquicia hasta nuevo aviso.
Días después, el 24 de mayo publica en sus redes sociales un mensaje de amor hacía su familia, y con un "adiós" al final, que inmediatamente borra. Esta encriptada secuencia, genera revuelo y múltiples especulaciones en los aficionados.
El 16 de junio de 2023 fue sancionado por la NBA con 25 partidos de suspensión por el segundo incidente con un arma, que cumplirá durante la temporada 2023-24, lo que económicamente se traduce en unos 10 millones de dólares de su salario anual de 33.